# Jaderná elektrárna Temelín
Jaderná elektrárna Temelín (ETEM, v Česku též ETE, dříve také JETE nebo JET), je elektrárna s největším instalovaným výkonem v Česku, jedna ze dvou českých jaderných elektráren. Stojí v katastru obce Temelín v Jihočeském kraji, v okrese České Budějovice. Investiční záměr byl vydán v roce 1979 a stavět se začalo v roce 1987. Zkušební provoz prvního bloku začal 10. června 2002, druhého bloku 18. dubna 2003.
Elektrárna má instalované dva bloky z původně plánovaných čtyř, každý po rekonstrukci s maximálním elektrickým výkonem 1125 MWe (nominální hrubý výkon je 1086 MW na blok, původně 981 MW). V roce 2023 elektrárna vyrobila 16,08 TWh elektrické energie (nejvíce v ČR, 21 % celkové výroby). V roce 2017 byla výroba rekordních 16,48 TWh, což bylo způsobeno i tím, že se konala pouze jedna odstávka, zatímco v ostatních letech byly odstávky dvě. Roční bezemisní produkce elektrárny kryje pětinu domácí spotřeby. Za prvních dvacet let provozu vyrobila Jaderná elektrárna Temelín 254 miliónů MWh elektřiny, což odpovídá téměř čtvrtině spotřeby celé České republiky. Roční produkcí Temelín ušetří přibližně 12 miliónů tun CO2, které by vznikly při výrobě v uhelných elektrárnách.
V bezprostřední blízkosti elektrárny stojí renesanční zámeček Vysoký hrádek, který slouží jako Informační centrum Jaderné elektrárny Temelín. V zámečku se kromě expozice o historii a fungování elektrárny nachází také kinosál nebo mlžná komora. Ředitelem jaderné elektrárny je od září 2017 Jan Kruml.
Jde o druhou postavenou jadernou elektrárnu v Česku. Výhledově se v Československu rovněž počítalo se stavbou Jaderné elektrárny Blahutovice (zkratka EBLA) na severní Moravě, Jaderné elektrárny Tetov (zkratka JETO) ve středních Čechách, Jaderné elektrárny Kecerovce na východním Slovensku a v delším časovém horizontu i se stavbou jaderné elektrárny označované jako ESEV (elektrárna severní Čechy), která měla nahradit dosluhující uhelné elektrárny.

## Umístění
Elektrárna Temelín se nachází v Jihočeském kraji asi 5 km jižně od města Týn nad Vltavou a 24 km severně od Českých Budějovic u obce Temelín v místech, kde stála vesnice Temelínec. Je vzdálena přibližně 45 až 50 km od hranic s Německem a Rakouskem.
Nadmořská výška Temelína je asi 500 m nad mořem. Vltava je vzdálená přibližně 5 km směrem na východ. Elektrárna se nachází na pozemku o rozloze 143 ha (z toho 123 ha je oploceno), který patří společnosti ČEZ. Na pozemku je dost místa i pro případné dostavění elektrárny. Jde konkrétně o parcelu č. 180/1 na katastrálním území Křtěnov, parcelu č. 1053/1 na k.ú. Březí u Týna nad Vltavou, a parcelu parcela č. 1044/3. v k. ú. Temelínec.
Lokalita Temelína byla pro výstavbu jaderné elektrárny vybrána na základě řady bezpečnostních, technických i ekonomických kritérií. Blízkost Vltavy a vodního díla Hněvkovice zajišťuje dostatek vody pro chlazení, díky poměrně vysoké nadmořské výšce však elektrárna nemůže být ohrožena povodní.[zdroj?]
Z ekonomického a energetického hlediska je důležité umístění na jihu státu. Uhelné elektrárny se nacházejí poblíž ložisek uhlí v severních Čechách a ve Slezsku, umístění elektrárny na jihu tak usnadňuje a zlevňuje přenos elektřiny (to je i jeden z důvodů umístění JE Dukovany na jižní Moravu).[zdroj?]
Temelín leží z geologického hlediska na moldanubickém hřbetu, který je do jisté míry pokračováním Lišovského prahu, oblasti v seizmicky klidné a geologicky stabilní, na skalním podloží a mimo geologické zlomy.
Jižní Čechy obecně i okolí Temelína jsou v porovnání s průměrem i jinými oblastmi Česka řídce zalidněny a okolí Temelína je z velké části zalesněno. I přes relativně nižší hustotu zalidnění však kvůli výstavbě elektrárny bylo zbouráno šest obcí. V souvislosti s výstavbou Vodního díla Hněvkovice, které primárně slouží jako zdroj technologické vody pro elektrárnu, pak byly zbourány Jaroslavice, Buzkov, část Purkarce a dvě samoty.
Pásmo havarijní připravenosti bylo SÚJB už 5. srpna 1997 stanoveno na 13 km (v určitých místech sahá ještě o trochu dál). Zóna havarijního plánování je rozdělena na vnitřní a vnější část. Vnitřní část, do které patří mj. Dříteň, Temelín, Týn nad Vltavou, Všemyslice tvoří kruh o poloměru 5 km. Vnější část, do které patří mj. Albrechtice nad Vltavou, Dívčice, Mydlovary, Olešník, Protivín, Zliv, tvoří kruh o poloměru 13 km.
Koncem března 2022 byl v ETE vyčleněn prostor pro výstavbu prvního malého modulárního reaktoru v Česku.

## Historie

### Počátky
V polovině 70. let československá vláda oznámila svůj záměr využívat v každé další jaderné elektrárně po Jaslovských Bohunicích A1 reaktory sovětské konstrukce, přičemž byla žádoucí účast českého průmyslu na výrobě komponentů. V jižních Čechách byly jako možné lokality zvažovány Malovice, Temelín a Dubenec. Průzkumy prováděla inženýrská organizace Terplan. Dubenec byl však vhodný pouze ke stavbě dvou reaktorů a Malovice byly geologicky nestabilní. Rozhodnutí o výstavbě této elektrárny bylo potvrzeno již v roce 1978. Elektrárna byla původně plánována v lokalitě Malovice, mimo jiné kvůli její blízkosti k úpravně uranové rudy Mydlovary. Rakousko bylo o plánech osobně informováno československým premiérem Lubomírem Štrougalem v roce 1977. Mimo jiné bylo informováno, že kolem jaderné elektrárny bude zřízena tříkilometrová bezpečnostní zóna, ve které nebudou smět žít žádní lidé, protože to vyžadoval plánovaný projekt reaktoru VVER-1000, který do té doby v Československu nebyl použit. V lednu 1979 navštívila rakouská delegace projekční kancelář Energoprojekt Praha, hlavního projektanta jaderné elektrárny, aby si s návrhem prohlédla na vlastní oči. Samotný model reaktoru byl považován za robustní, ale na rozdíl od předchozích modelů reaktorů měl velmi vysoké radioaktivní emise. Rakousko proto považovalo za znepokojivé, že se elektrárna bude nacházet tak blízko rakouských hranic.[zdroj?]
Již v roce 1979 byly v lokalitě Temelín prováděny geologické průzkumy, zejména v oblasti obcí Březí, Křtěnov a Temelínec. Přibližně ve stejnou dobu se na rakouské straně vytvořil první odpor vůči elektrárně, ale ten neměl žádný účinek, protože se nezdálo, že by překonal železnou oponu. Dne 23. října 1980 svolal Lidový výbor a jeho funkcionáři občanskou schůzi v Temelíně, kde bylo oznámeno, že jaderná elektrárna bude postavena poblíž Temelína místo v Malovicích.

#### Blok 1 a 2
V listopadu 1981 podepsaly Československo a Sovětský svaz rámcovou dohodu o spolupráci při výstavbě čtyř plánovaných bloků. To umožnilo českým firmám dodávat důležité komponenty elektrárny samy, stejně jako tomu bylo u jiných jaderných elektráren. První dva bloky byly však objednány samostatně. Organizaci staveniště a plánování měl provést Sovětský svaz, zatímco tlakové nádoby reaktorů a další hlavní komponenty měla vyrobit a dodat Škoda. Celou konvenční část elektrárny, včetně systémů chladicí vody, navrhla společnost Energoprojekt Praha. Škoda uvedla, že první tlakovou nádobu bude schopna dodat nejdříve v roce 1987. Přípravné práce v lokalitě začaly v létě 1983.
Během roku 1984 se práce a plánované zahájení výstavby elektrárny zpozdily o devět měsíců poté, co Energoprojekt Praha nepředložil na staveniště příslušné stavební plány. To znamenalo, že Energoprojekt Praha dokončil plánování prvních dvou bloků až v roce 1985. Tehdy mohl proběhnout i proces územního plánování jaderné elektrárny.[zdroj?]
Po černobylské katastrofě došlo poprvé k přeshraničním protestům. 2. června 1986 zorganizovalo 48 studentů z Rakouska akci s názvem „Minuta dvanáct“, během níž v Československu a Maďarsku distribuovali letáky proti plánované výstavbě jaderných elektráren v Rakousku a v Temelíně. Tyto letáky obsahovaly v příslušném rodném jazyce žádost o pokračování v kampani proti výstavbě jaderných elektráren.

#### Výstavba
V roce 1983 se předpokládalo, že stavební práce mohly začít již v roce 1984. První publikace opakovaně zmiňují, že první blok byl již ve výstavbě 2. května 1985. V té době však pro elektrárnu neexistovalo stavební povolení. Ve skutečnosti výstavba obou bloků oficiálně začala 1. února 1987. Součástí toho bylo i zahájení výstavby všech pomocných budov elektrárny. Do roku 1989 provedli českoslovenští odborníci různé změny v konstrukčních specifikacích elektrárny, například místo sovětské turbíny byla použita turbína Škoda. Ve špičce bylo na staveništi až 5 000 pracovníků, kteří byli sváženi asi 150 autobusy. Kvůli vytíženosti pozemních komunikací byly České energetické závody (později roce 1992 zkráceně ČEZ) pověřeny jejich dodatečnou údržbou.

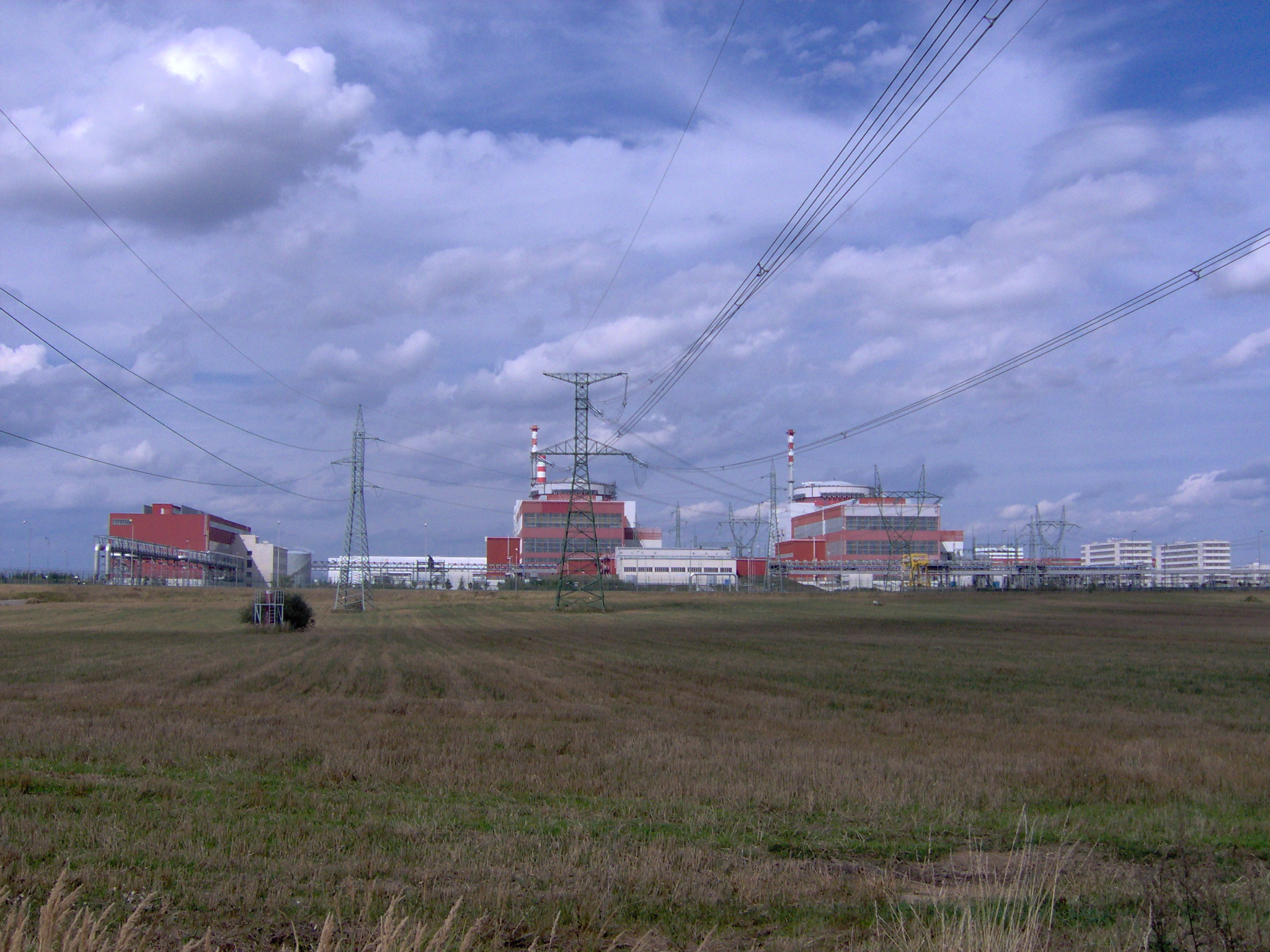
Budovy ETE

V roce 1988 byla dokončena první z původně plánovaných osmi chladicích věží.
V červnu 1989 došlo na staveništi jaderné elektrárny k zmatku. Andreas Wabl, předseda Strany zelených v rakouském parlamentu, cestoval do Temelína s dalšími lidmi, aby demonstroval přímo na místě. Vedení jaderné elektrárny si ale Wabla a jeho příznivce spletlo s delegací rakouské firmy Voest, která měla být v jaderné elektrárně přijata ve stejnou dobu, ačkoli Voest dříve jakékoli zapojení do výstavby elektrárny popírala.
V důsledku sametové revoluce v roce 1989 nové politické vedení v roce 1990 výstavbu jaderné elektrárny na krátký čas zcela zastavilo. Jedním z důvodů byl mimo jiné problém s financováním, stejně jako v případě třetí československé jaderné elektrárny v Mochovcích, ale také nově obnovené hnutí zelených v Československu. Vzhledem k tomu, že ceny elektřiny byly hluboko pod úrovní, při které by byla výstavba nových elektráren zisková, zisk nebyl dostatečně velký na to, aby amortizoval náklady. V důsledku toho nový parlament poskytl státní pomoc Temelínu a Mochovcům na uhrazení největších dluhů, ale požadoval, aby tyto částky byly urychleně splaceny. Zadruhé, nová československá vláda chtěla privatizovat státního dodavatele energie České energetické závody. Se získáním dalších úvěrů na oba bloky se však vyskytly problémy, a proto byla privatizace odložena. Práce se v březnu pomalu obnovily, ale pouze v určitých oblastech. Vzhledem k tomu, že výstavba závodu probíhala před plánovaným termínem, mohla si československá vláda tento pomalý postup dovolit.[zdroj?]

Proti Temelínu v podstatě od začátku brojilo Rakousko. Jednou z prvních akcí proti elektrárně po roce 1989 byla již v prosinci 1989 rozpracovaná kampaň hnutí Greenpeace Stop ČSSRnobyl!, (později ČSFRnobyl), která na základě odborně nezpůsobilé práce Ing. Emila Málka, CSc. z roku 1983 rozvinula teorii o nedostatečné bezpečnosti. Již tehdy ji odborníci z Fakulty jaderné a fyzikálně inženýrské ČVUT zpochybnili a odmítli jako zcela nesmyslnou a vyvrácenou. a příznivci naopak upozorňovali na to, že výroba energie z jádra je ekologičtější (především v souvislosti s ekologicky poničenými částmi severních Čech).

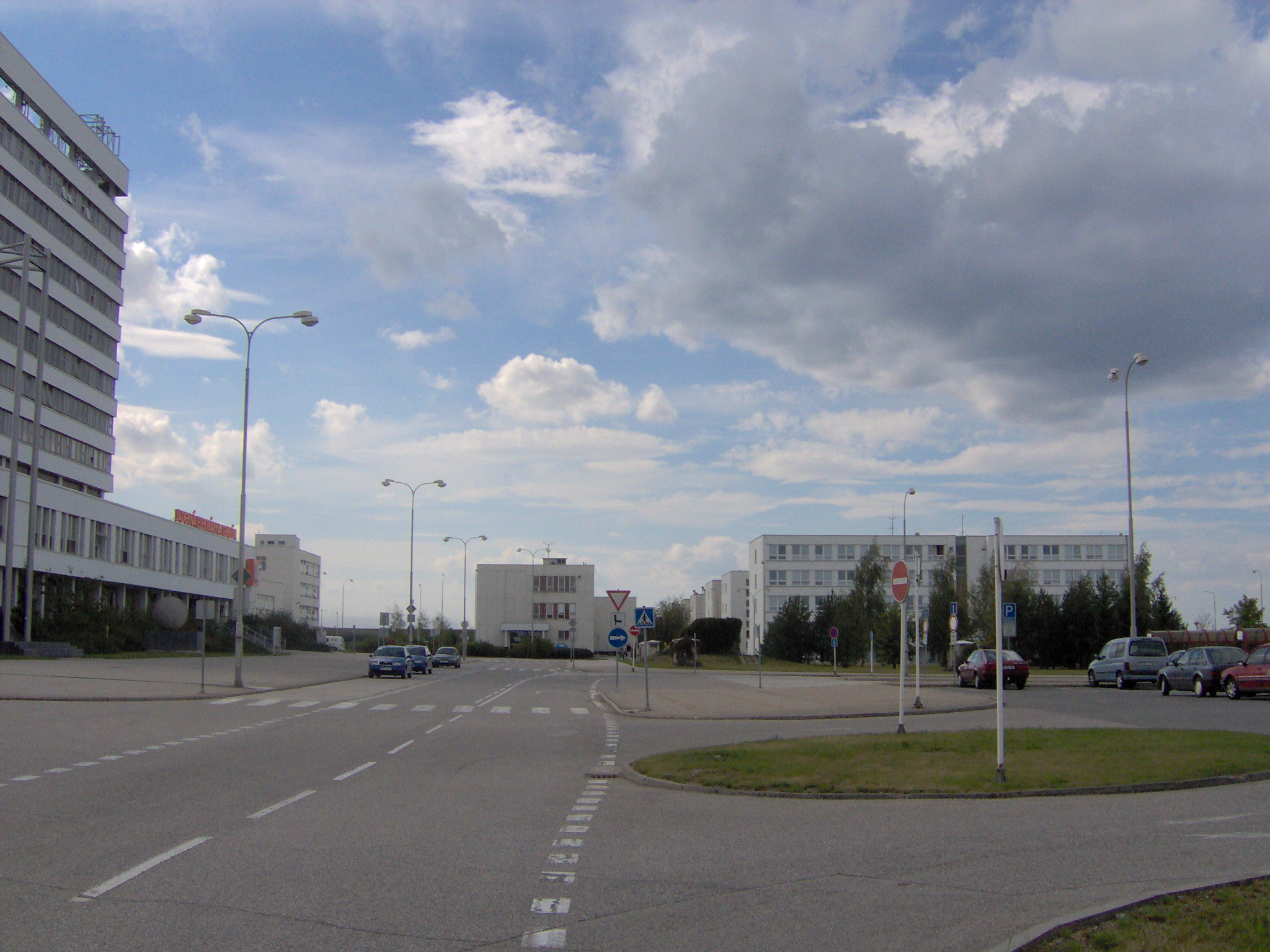
Budovy u hlavního vchodu a parkoviště ETE

Vedení Československa za dokončení jaderné elektrárny slíbila kompletní uzavření asi 2000 MW kapacity v uhelných elektrárnách. Jedním z důvodů, proč chtělo Československo dokončit Temelín, byl nedostatek cizích měn a naděje, že ekonomická síla staveniště umožní většině českých firem přechod na tržní hospodářství a zachrání je před bankrotem. Ještě v roce 1990 dokončila MAAE svou první misi OSART v Temelíně. Volbu lokality a konstrukci reaktoru hodnotili kladně, ale předložili návrhy na zlepšení. Mimo jiné bylo doporučeno umístit v okolí jaderné elektrárny více monitorovacích senzorů a modernizovat řídicí systémy.
Tempo výstavby se po celý rok nadále zpomalovalo. Důvody patřily problémy s dodávkou velkých komponentů a také problémy s kvalitou oceli pro podlahové panely, jejíž válcované profily nesplňovaly požadovanou kvalitu materiálu, a proto musely být vyměněny. Také se snížil počet pracovních sil na stavbě. Aby se dosáhlo rychlejšího postupu, byli na stavbě na několik let nasazeni polští dělníci a českoslovenští vojáci, kteří nahradili bývalé dělníky, jež kvůli nedostatku finančních prostředků již nemohli být na staveništi zaměstnáni.

Dne 10. července 1991 dorazila na staveniště první tlaková nádoba reaktoru vyrobená společností Škoda Plzeň. Po tlakové nádobě reaktoru pro jadernou elektrárnu Belene v Bulharsku je tlaková nádoba pro Temelín druhou svého druhu vyrobenou společností Škoda.

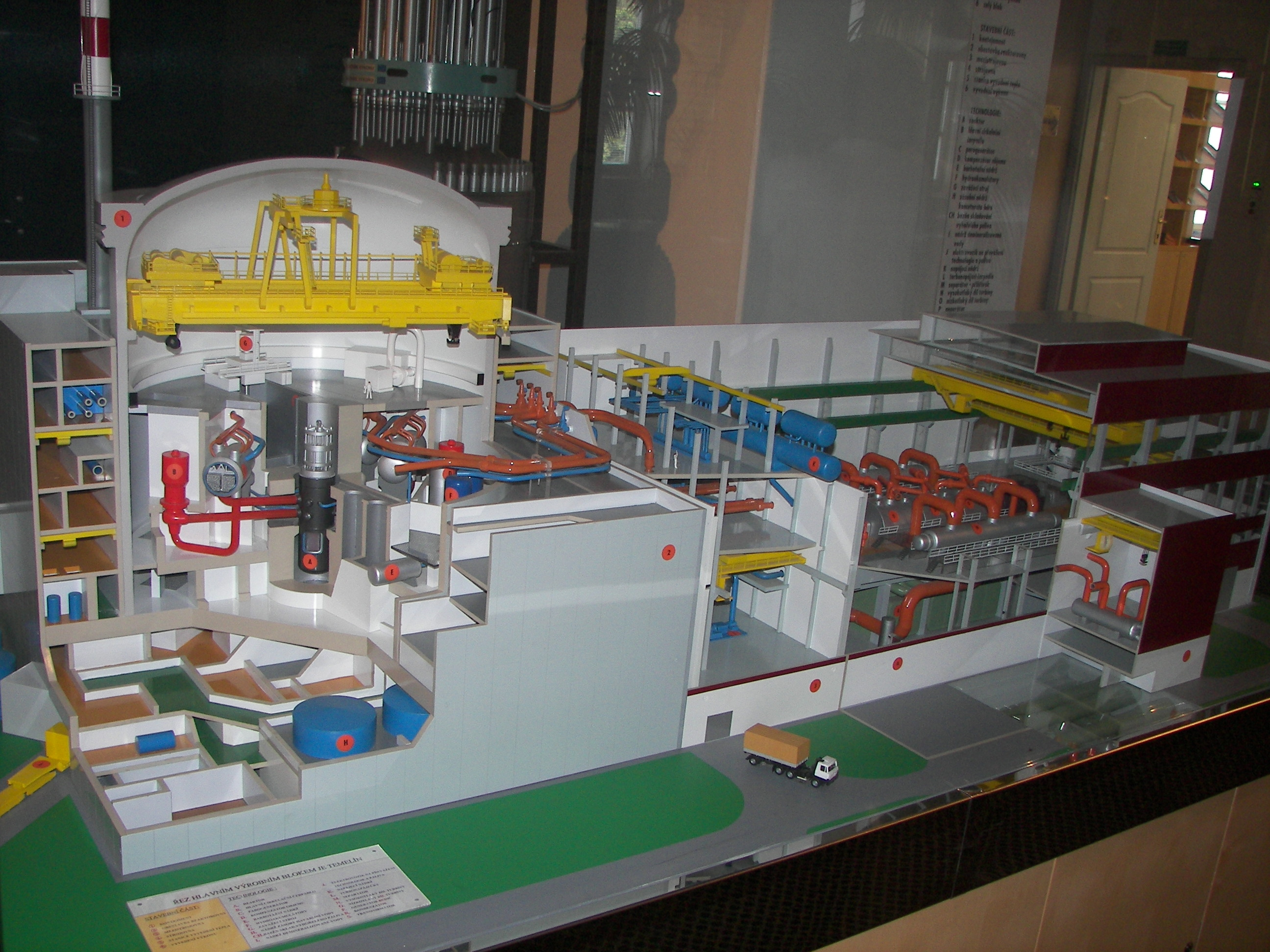
Řez budovou, v levé části je reaktorová hala, v pravé turbogenerátor

Do roku 1992 byly získány nabídky na modernizaci řídicího systému od společností Westinghouse a Asea Brown Boverie. Společnosti Westinghouse a Framatome předložily nabídky na úpravy aktivní zóny reaktoru. Kromě toho by oba bloky měly být podrobeny pravděpodobnostní bezpečnostní analýze, aby bylo možné provést další modernizaci obou bloků a přizpůsobit je západním bezpečnostním standardům. V září a říjnu 1992 podepsala společnost Westinghouse rámcovou smlouvu na dodávku systémů měření a regulace a klíčových komponent pro dva bloky jaderné elektrárny Temelín. Konečná smlouva měla být podepsána v prosinci 1992. Náklady na dodatečnou instalaci řídicího systému se odhadují na 220 milionů dolarů a na základní instalace na 125 milionů dolarů. Náklady měly být pokryty půjčkami od Import-Export Bank of the United States. Řídicí systém pro Temelín měl být ve verzi přizpůsobené elektrárnám VVER, která se používá i v jaderné elektrárně Sizewell B. Samotné palivo mělo také pocházet od společnosti Westinghouse. Palivo pro reaktor VVantage 6 mělo být vybaveno uranem z Československa, který měl být obohacen v USA.[zdroj?]
Poté, co 1. ledna 1993 došlo k rozdělení Československa, Rakousko využilo prvních dnů po získání nezávislosti k bilaterálním konzultacím s novou republikou, jejichž hlavním tématem bylo staveniště v Temelíně. Projekt mezitím výrazně překročil náklady, na což Rakousko již dříve varovalo. Dne 10. března 1993 však Parlament usnesením č. 109 rozhodl, že oba bloky jaderné elektrárny Temelín by měly být dokončeny. V květnu 1993 byla podepsána smlouva mezi společnostmi ČEZ a Westinghouse na modernizaci řídicího systému a aktivní zóny reaktoru. V roce 1994 také došlo k neshodám s Ruskem, které bylo nespokojené s dodávkami paliva Westinghouse. Rusko se obzvláště obávalo, že Temelín by mohl sloužit jako vzor a že by zákazníci ve východní Evropě s podobnými systémy mohli přejít na produkty Westinghouse. V roce 1996 se hlavní práce zaměřovaly na zapojení bloků a provádění mechanických zkoušek turbíny v prvním bloku.
Situace ohledně odporu ze strany Rakouska se vyostřila na konci 90. let v souvislosti s přibližujícím se vstupem Česka do EU a vstupem krajně pravicové FPÖ do rakouské vlády (Česko se jako jediné z tzv. kandidátských zemí připojilo k diplomatickému bojkotu Rakouska). FPÖ dokonce požadovala, aby Rakousko v případě spuštění Temelína zablokovalo vstup Česka do EU.
Proti Temelínu však vystupovaly (byť méně ostře) všechny významné rakouské strany. 6. května 1999 se v rezoluci k dostavbě Temelína dokonce kriticky vyjádřil Evropský parlament, vláda Česka však 12. května 1999 většinou 11:8 dostavbu Temelína potvrdila. O dostavbu Temelína se dlouhodobě zasazoval především ministr průmyslu a obchodu Miroslav Grégr, který dokonce získal přezdívku „atomový dědek“. Obdobně získal později ministr zahraničí Karel Schwarzenberg přezdívku „atomový kníže“ poté, co kritizoval blokády hraničních přechodů Rakouska s Českem.

#### Uvedení do provozu a problémy
Podle původních plánů z roku 1982 měly být bloky uvedeny do provozu v roce 1989. Již v roce 1983 se však předpokládalo, že provoz začne nejdříve v roce 1991. Vzhledem ke zpoždění dodání technické dokumentace na staveniště v roce 1984 bylo uvedení bloku do provozu odloženo na červen 1993. V důsledku zpomalení prací na staveništi v roce 1990 se očekávalo, že uvedení prvního bloku do provozu proběhne nejdříve v srpnu 1994 a druhého bloku nejpozději v únoru 1996. V důsledku podpisu smlouvy se společností Westinghouse a přestavby bloků na západní systémy bylo uvedení prvního bloku do provozu odloženo na srpen 1995. Kvůli technologickým a finančním obtížím bylo uvedení prvního a druhého bloku do provozu odloženo o tři a půl roku, v letech 1997 až 2000.

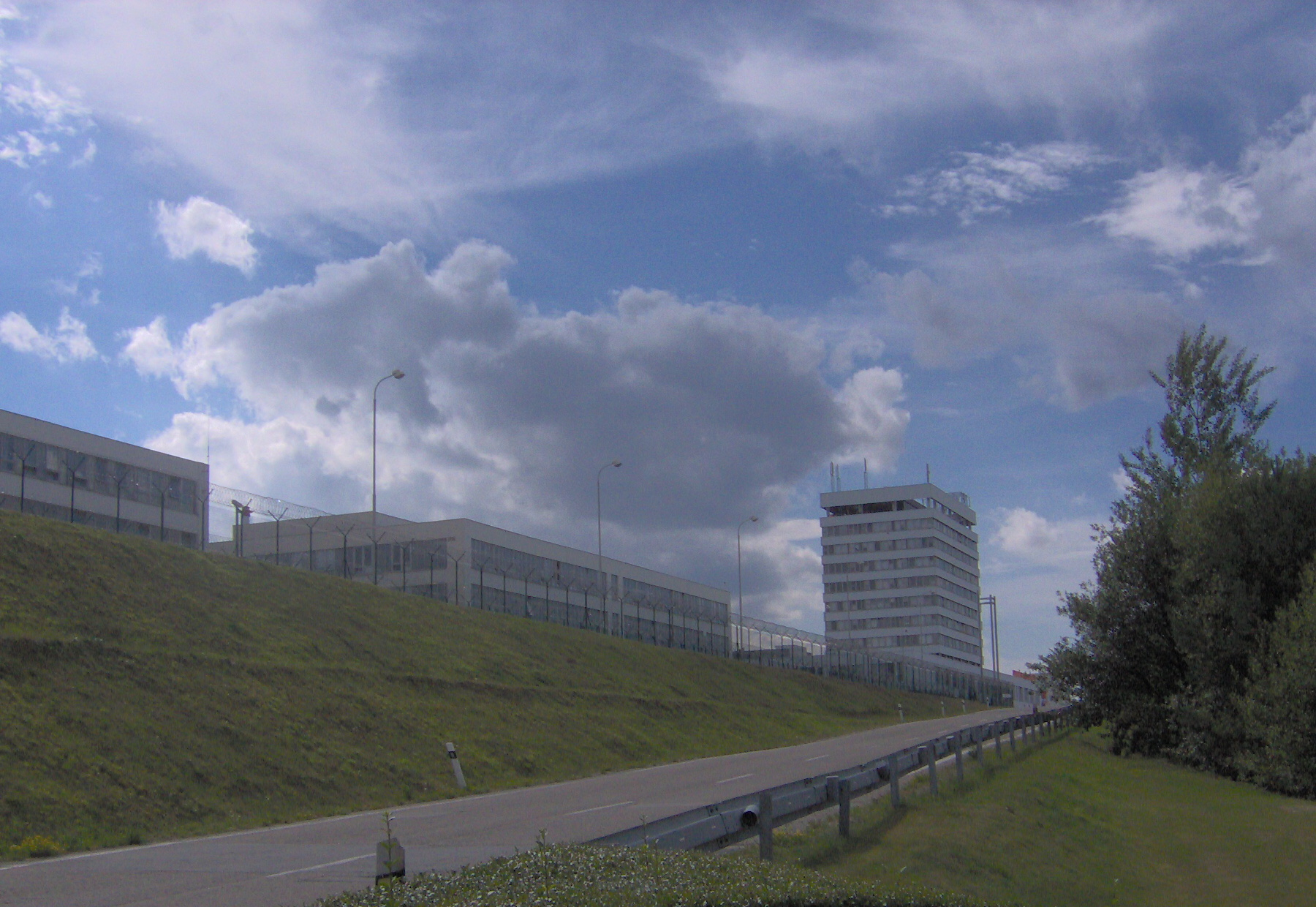
Budovy u hlavního vchodu a parkoviště ETE

Dne 11. října 2000 nabyl první blok tzv. kritického stavu, kdy byl výkon reaktoru poprvé zvýšen na nejnižší regulovatelný výkon. Nicméně po dvou dnech byl blok na krátkou dobu odstaven poté, co se objevily problémy s řídicím systémem. 26. října bylo zjištěno, že dvě ze čtyř oběhových čerpadel jsou vadná. Do listopadu byl reaktor schopen běžet na 5 % svého jmenovitého výkonu, a to i přes varování, že pojistné ventily parogenerátoru jsou vadné a mohly by selhat. Během prvního pokusu o spuštění parní turbíny 27. listopadu 2000 došlo k technickým problémům, které znamenaly, že reaktor musel být odstaven na 30 % jmenovitého výkonu. Kvůli poruše kondenzačního čerpadla 16. prosince 2000 způsobil automatický bezpečnostní systém rychlé odstavení reaktoru.

Dne 21. prosince byl blok poprvé synchronizován s elektrickou sítí. Dne 22. prosince došlo na turbíně k úniku oleje, což znamenalo, že výkon turbíny musel být snížen na 3 %. To však vedlo k vibracím v turbíně. Důvodem byl únik oleje u ventilu na přívodu páry do turbíny. Společnost Škoda Energo, výrobce turbíny, poté vypracovala alternativní řešení problému. Dne 7. ledna 2001 se jednotka automaticky vypnula z důvodu nesprávného nastavení bezpečnostních zařízení. Po restartu bloku došlo 12. ledna 2001 k opětovnému úniku oleje. Ta se vznítila a způsobila požár. Blok byl poté restartován a poté opět odpojen od sítě 17. ledna 2001, poté, co byl 17. ledna 2001 oficiálně ukončen zkušební provoz reaktoru. Během odstávky byla simulována nouzová situace s poruchou dieselových generátorů. Blok měl poté přejít do komerčního provozu, ale po dohodě mezi Milošem Zemanem a rakouským kancléřem Wolfgangem Schüsselem bylo dohodnuto, že Temelín nepřejde do komerčního provozu, dokud nebudou uzavřena jednání o Melckých dohodách. Z německého pohledu byl předchozí zkušební provoz Temelína potvrzením, že reaktory nebudou fungovat spolehlivě, a proto tehdejší spolkový ministr životního prostředí, ochrany přírody a jaderné bezpečnosti Jürgen Trittin napsal českému ministrovi zahraničí Janu Kavanovi a požádal ho, aby se zdržel uvádění Temelína do provozu. Rakouská strana FPÖ dokonce vyzvala k referendu o Temelíně na evropské úrovni, které bylo odmítnuto.

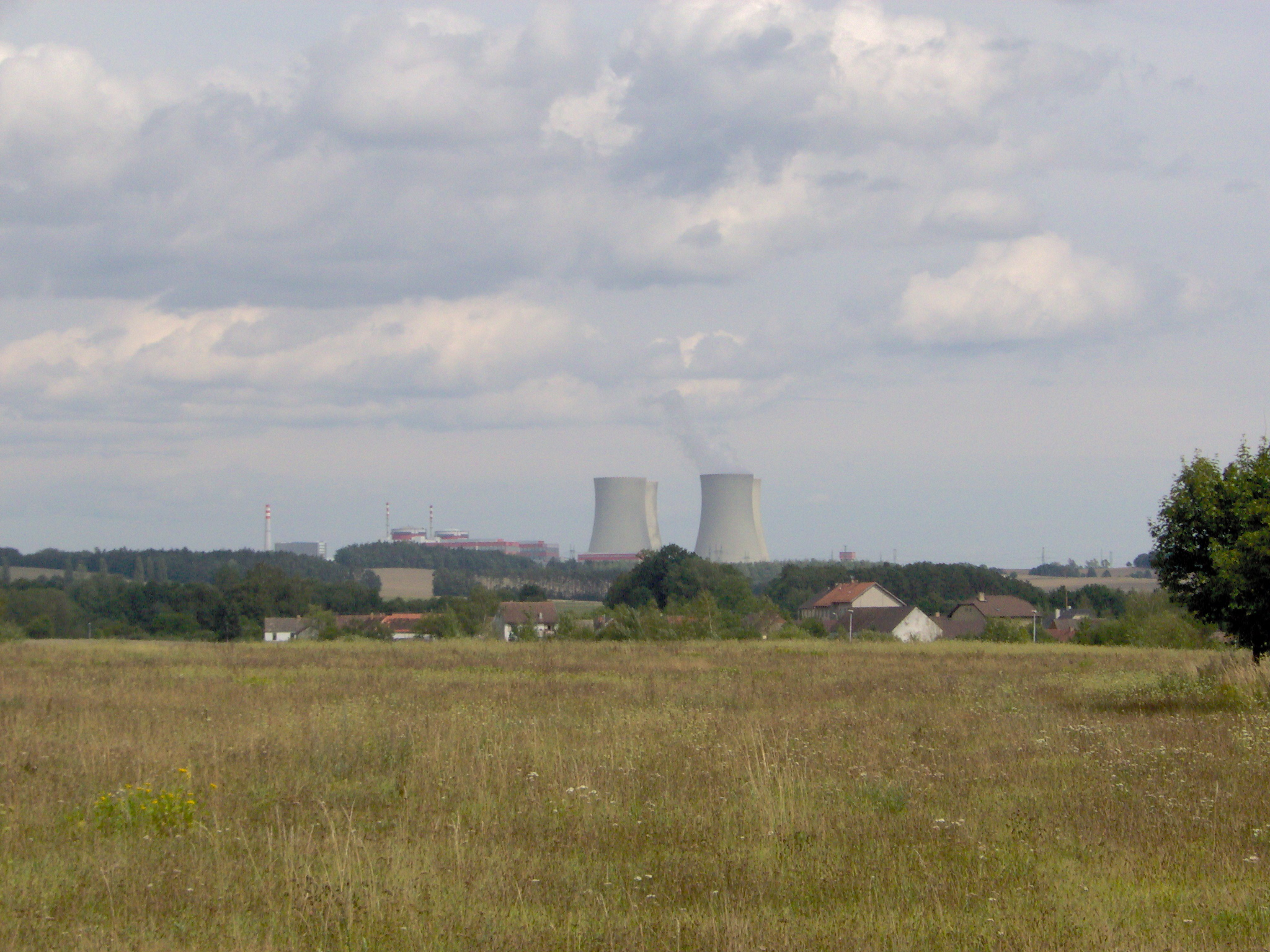
Pohled na ETE z louky nad Lhotou pod Horami

V březnu 2001 společnost Škoda Energo vyměnila několik ventilů, aby se snížily vibrace v turbíně, ale i poté vibrace nepřestaly. 23. března 2001 byl výkon turbogenerátoru po úniku oleje snížen na 3 %. Dne 1. dubna byl proto první blok opět vyřazen ze sítě. 26. dubna 2001 prasklo olejové potrubí, což způsobilo přehřátí a poškození turbíny. Vibrace na turbíně způsobily deformaci hřídele rotoru a tato část musela být vyměněna. Protože Škoda Energo byla zahlcena řešením problémů, byla oslovena francouzská společnost Alstom. Kvůli poškození musel být blok na tři měsíce odstaven z provozu. V rámci toho byla revize plánovaná na červen urychlena. Po podrobné analýze poškození turbíny musely být vyměněny všechny nízkotlaké a vysokotlaké rotory. Kvůli provozní chybě uniklo 30. května 2001 z kontejnmentu do reaktorové jímky 80 000 litrů vody. Ke konci července společnost Škoda Energo oznámila, že se v důsledku vibrací propadla základní deska turbíny a došlo k poškození materiálu. V důsledku problémů s provozem elektrárny společnost RWE oznámila, že nebude od Temelína odebírat elektřinu, jak bylo původně plánováno. Dne 12. srpna 2001 se první blok mohl znovu spustit. 15. srpna byl výkon bloku opět snížen kvůli úniku olejového potrubí a obnoveným vibracím v turbíně, ale 16. srpna byl schopen dosáhnout 46 % tepelného výkonu, což odpovídá 350 MW elektrického výkonu. Dne 19. srpna 2001 musel být blok znovu odpojen od sítě poté, co byla zjištěna softwarová porucha. Nicméně k restartu došlo ještě tentýž den. Dne 23. srpna 2001 byl blok podle plánu odpojen od sítě za účelem dalšího pokusu vyvážení turbíny. Dne 27. září 2001 mělo být testováno dynamické chování turbíny při rychlých změnách zatížení. Během prvního pokusu 20. září se blok automaticky vypnul. Test z 27. září také selhal. Kvůli vibracím si turbosoustrojí nemohl udržet stabilitu potřebnou pro stabilní provoz. ČEZ nicméně požádal dozorový orgán SÚJB o spuštění bloku na 75 % kapacity. Dne 1. listopadu musel být blok kvůli problémům s čerpadlem opět odstaven z provozu. Po restartu byl výkon reaktoru o 12 hodin později, 2. prosince, snížen na pět procent a turbína byla opět odstavena. V dalších fázích provozu však měl být blok spuštěn na plné zatížení. Společnost ČEZ se domnívala, že je možné provozovat reaktor na plné zatížení, protože k těmto vibracím dochází pouze při nízkém zatížení. Tento přístup byl odpůrci ostře kritizován. Ráno 10. ledna 2002 běžel blok poprvé na plné zatížení. Po zhruba šesti hodinách však došlo k výpadku napájení chladicího systému turbíny, a proto byl blok opět odstaven. 14. ledna 2002 došlo z neznámých důvodů k dalšímu odstavení během provozu s plným zatížením. Po restartu byl blok schopen udržet provoz na plné zatížení po dobu tří týdnů, dokud se řídicí systém společnosti Westinghouse nevysvětlitelně automaticky nevypnul, což způsobilo další odstavení 7. února 2002. Blok byl poté na tři týdny odstaven z důvodu údržby a výměny vadného řídicího systému.

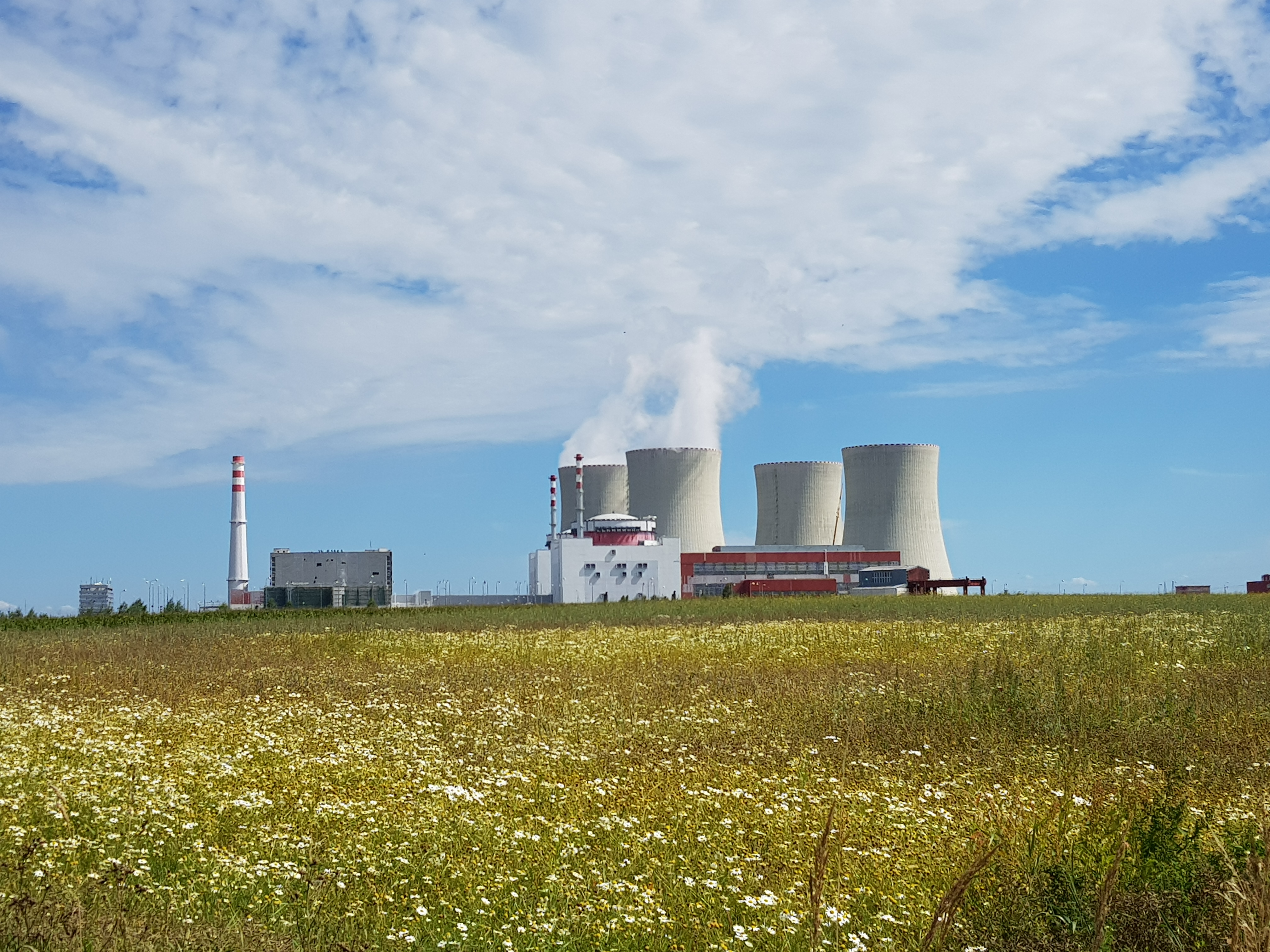
Pohled na chladicí věže a budovy ETE

Dne 31. května 2002 byl druhý blok poprvé uveden do kritického provozu. Ačkoli spuštění v tomto bloku proběhlo lépe, pokus o synchronizaci turbíny s elektrickou sítí 6. července 2002 vedl ke zkratu v generátoru, protože se turbína přehřála. Dne 10. června 2002 byl první blok oficiálně uveden do komerčního provozu.
Vzhledem k tomu, že v té době byla cena elektrické energie hluboko pod úrovní, kdy je bez dotování ziskové provozovat jadernou elektrárnu a ČEZ byl po dokončení elektrárny ve špatné ekonomické situaci, dne 1. prosince byl první blok na měsíc vyřazen z provozu z ekonomických důvodů. Během tohoto období byla prováděna údržba. Po opravě generátoru byl druhý blok synchronizován s elektrickou sítí a poprvé dodal elektrickou energii.

Kvůli silným vibracím, které byly výraznější než v bloku 1, byl okamžitě vyměněn celý rotor. V následujících letech turbíny nadále způsobovaly podobné problémy, i když ne ve stejné míře jako dříve. Dne 18. dubna 2003 byl druhý blok oficiálně uveden do komerčního provozu. Dne 10. října 2004 přešel Temelín do plného provozu, čímž byl ukončen zkušební provoz. Brzy poté začala demolice zbývajících dočasných pomocných objektů, které na místě byly vybudovány ještě v 80. letech za účelem výstavby. Konečný rozpočet elektrárny byl na konci roku 2004 98,6 miliardy korun. Rozpočet z roku 1994 počítal s částkou 71 miliard. V pátek 3. listopadu 2006 byl Temelín zkolaudován, v pondělí 6. listopadu rozhodnutí nabylo právní moci.

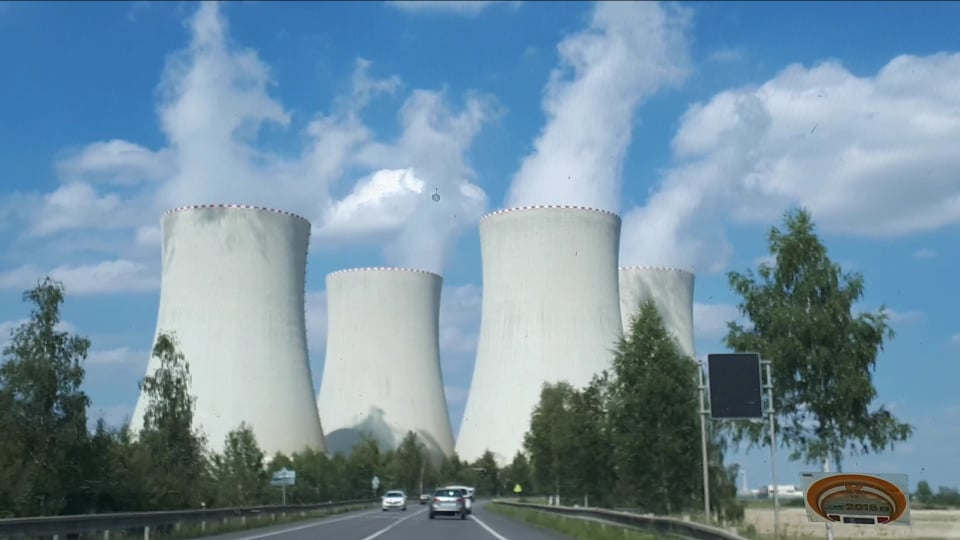
Chladicí věže ETE

Od uvedení bloků do provozu se vyskytly problémy s palivem VVantage 6 dodávaným společností Westinghouse. Palivo se deformovalo, palivové tyče praskaly nebo regulační tyče nedosáhly spodní koncové polohy. V důsledku toho musel být blok kvůli neplánované údržbě odstaven od sítě. Dozorový orgán SÚJB navíc dříve nařídil, aby se každých 30 dní prováděly zkoušky, zda regulační tyče dosahují spodní koncové polohy. S rostoucími netěsnostmi v palivových tyčích vyvinula společnost Škoda JS speciální postup opravy palivových článků. V roce 2007 byly turbíny v obou blocích celé vyměněny, aby se vyřešily problémy s vibracemi a zvýšil se výkon. V roce 2010 smlouva se společností Westinghouse vypršela podle plánu, a proto ČEZ využil příležitosti a přešel na palivo od ruského výrobce paliv TVEL. V srpnu 2010 byla celá aktivní zóna v prvním bloku a v květnu 2011 ve druhém bloku převedena na ruské palivo.
V pondělí 5. listopadu 2012 zahájil tým pro kontrolu provozní bezpečnosti OSART třítýdenní inspekci provozu obou bloků. Tato mise byla již pátou, kterou OSART v Temelíně dokončil. Tým se skládal z dvanácti expertů z osmi zemí. Dne 22. listopadu kontrolní tým dokončil inspekci a předběžně zjistil, že zařízení je provozováno v souladu s kritérii MAAE a že v provozním řízení nebyly zjištěny žádné bezpečnostní nedostatky. Kromě řízení a provozu byly zkoumány také procesy údržby, technická podpora, reakce zaměstnanců, radiační a chemická ochrana a krizové řízení. Tým OSART mimo jiné vypracoval jedenáct doporučení pro zlepšení provozního řízení, ale také vzal v potaz šest provozních postupů z Temelína, které mají být v budoucnu adaptovány i v dalších jaderných elektrárnách. ČEZ zdůraznil, že z hlediska provozního řízení se Temelín v posledních letech více zaměřil na stabilní provoz a zavedl odpovídající modernizační program, zatímco provoz Dukovan se více zaměřil na zvyšování výkonu. V následné misi v polovině roku 2014 OSART prozkoumal, která z 11 doporučení byla provedena.

### Bloky 3 a 4
Spolu s rámcovou smlouvou pro bloky 1 a 2 bylo rozhodnuto i o výstavbě bloků 3 a 4, ale bloky však byly v roce 1983 objednány samostatně. Uvedeny do provozu měly být v letech 1996 a 1998, jak stanovil harmonogram z roku 1985. V důsledku několikaměsíčního zastavení stavby na začátku roku 1990 došlo ke zrušení bloků 3 a 4. Stavba byla zakonzervována v rozsahu kompletně dokončených zemních prací na základové spáře.[zdroj?]
Zajímavostí je, že přesto, že byly bloky formálně zrušeny v roce 1990, ještě 31. května 1991 bylo vypsáno mezinárodní výběrové řízení. Podle všeho toto řízení nebylo vztažné pouze k Temelínu, ale umožňovalo bloky postavit buď tam, nebo v Blahutovicích a Tetově. O zakázku se ucházelo konsorcium společností Škoda, Westinghouse, Bechtel, INITEC, ENSA a ENUSA. (APWR 1000), dále konsorcium společností Westinghouse, Škoda a Bechtel (AP600 simplified), poté Framatome ve spolupráci s Alstom (Framatome P4) a Asea Brown Boveri (CE System 80+), Mitsubishi (APWR), Kraftwerk Union (Konvoi-95) a Atomstrojexport (VVER-1000/392) Ještě ve stejném roce však výběrové řízení skončilo bez výsledku.

## Ekonomické aspekty
Celkové investiční náklady na dva bloky o celkovém elektrickém výkonu 2 000 MW dosáhly i z důvodu zcela zásadních úprav projektu v průběhu výstavby 98 mld. Kč (cena do konce září 2004). Stavbu financovala společnost ČEZ pomocí úvěrů, které poskytly dvě bankovní konsorcia: konsorcium bank vedené Citibank (USA) a konsorcium bank vedené bankou Fortis bank (Belgie). Za úvěry se zaručil stát a americká Exim Bank.

### Odvody na jaderný účet
Za každou vyrobenou megawatthodinu elektřiny odvádí ČEZ 55 korun na tzv. jaderný účet, kde se shromažďují prostředky na uložení vyprodukovaného radioaktivního odpadu a jeho přepracování. ČEZ musí vytvářet i finanční rezervy na budoucí likvidaci elektrárny.

### Výrobní ukazatele ETE
| Rok          | 2001   | 2002   | 2003   | 2004   | 2005   | 2006   | 2007   | 2008   | 2009   | 2010   |
| Výroba [TWh] | 1,156  | 5,439  | 12,116 | 12,692 | 10,983 | 12,021 | 12,264 | 12,103 | 13,253 | 13,823 |
|              |        |        |        |        |        |        |        |        |        |        |
| Rok          | 2011   | 2012   | 2013   | 2014   | 2015   | 2016   | 2017   | 2018   | 2019   | 2020   |
| Výroba [TWh] | 13,914 | 15,302 | 15,065 | 14,953 | 14,232 | 12,149 | 16,479 | 15,662 | 15,763 | 15,746 |
|              |        |        |        |        |        |        |        |        |        |        |
| Rok          | 2021   | 2022   | 2023   | 2024   | 2025   | 2026   | 2027   | 2028   | 2029   | 2030   |
| Výroba [TWh] | 15,862 | 16,293 | 16,082 | 15,004 |        |        |        |        |        |        |

Zdroje: ČEZ, ČTK

## Technické informace

### Účinnost
Jaderná elektrárna Temelín má tepelnou účinnost 32 % při vstupní teplotě primárního okruhu do parogenerátoru 320 °C a maximální teplotě chladící vody 34 °C. Maximální teoretická účinnost podle Carnotova cyklu je 48 %. Temelín zvyšuje svoji účinnost pomocí využití odpadního tepla: od roku 1998 zásobuje teplem město Týn nad Vltavou a od roku 2023 město České Budějovice (viz níže).

### Kombinace technologií, dodavatelské firmy

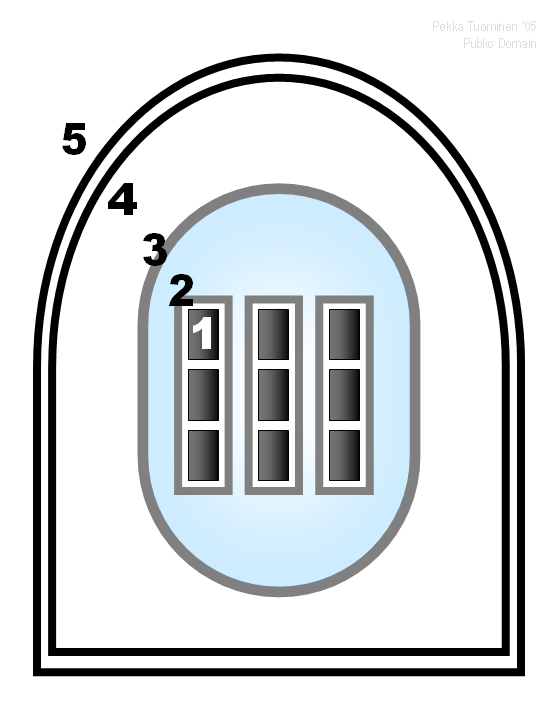
Pět stupňů hloubkové bezpečnosti

Původní projekt je založen na ruské (sovětské) technologii, řídicí systém je americký. Tato kombinace „západních“ a „východních“ technologií byla důvodem obav o bezpečnost, byla však už vyzkoušena na Jaderné elektrárně Loviisa ve Finsku (viz níže). Mise MAAE v roce 1996 konstatovala, že kombinace západní a východní techniky byly v projektu pečlivě zváženy a podle názoru mise v některých případech kombinace obou technik dokonce vedla ke zvýšení bezpečnosti.
Většina vybavení elektrárny však byla dodána českými firmami (ŠKODA PRAHA – generální dodavatel elektrárny, ŠKODA Jaderné strojírenství Plzeň, Vítkovice, Sigma Lutín).[zdroj?]

### Bezpečnost
Bezpečnostní opatření v ETE zahrnují celou škálu opatření na řadě úrovní. Bezpečnost zvyšuje to, že řada bezpečnostních systémů je založena na rozdílných fyzikálních a technických principech.[zdroj?]
Jedním z nejdůležitějších principů je tzv. princip hloubkové ochrany, který definuje 5 úrovní ochrany a 3 projektových bariér stojících mezi radioaktivním materiálem v palivu a okolním prostředím:[zdroj?]
1. pokrytí palivových proutků
2. tlaková hranice primárního okruhu
3. ochranná obálka (kontejnment)

Aktivní bezpečnostní systémy jsou zálohovány dvojnásobně (tj. jsou nainstalovány třikrát).[zdroj?]

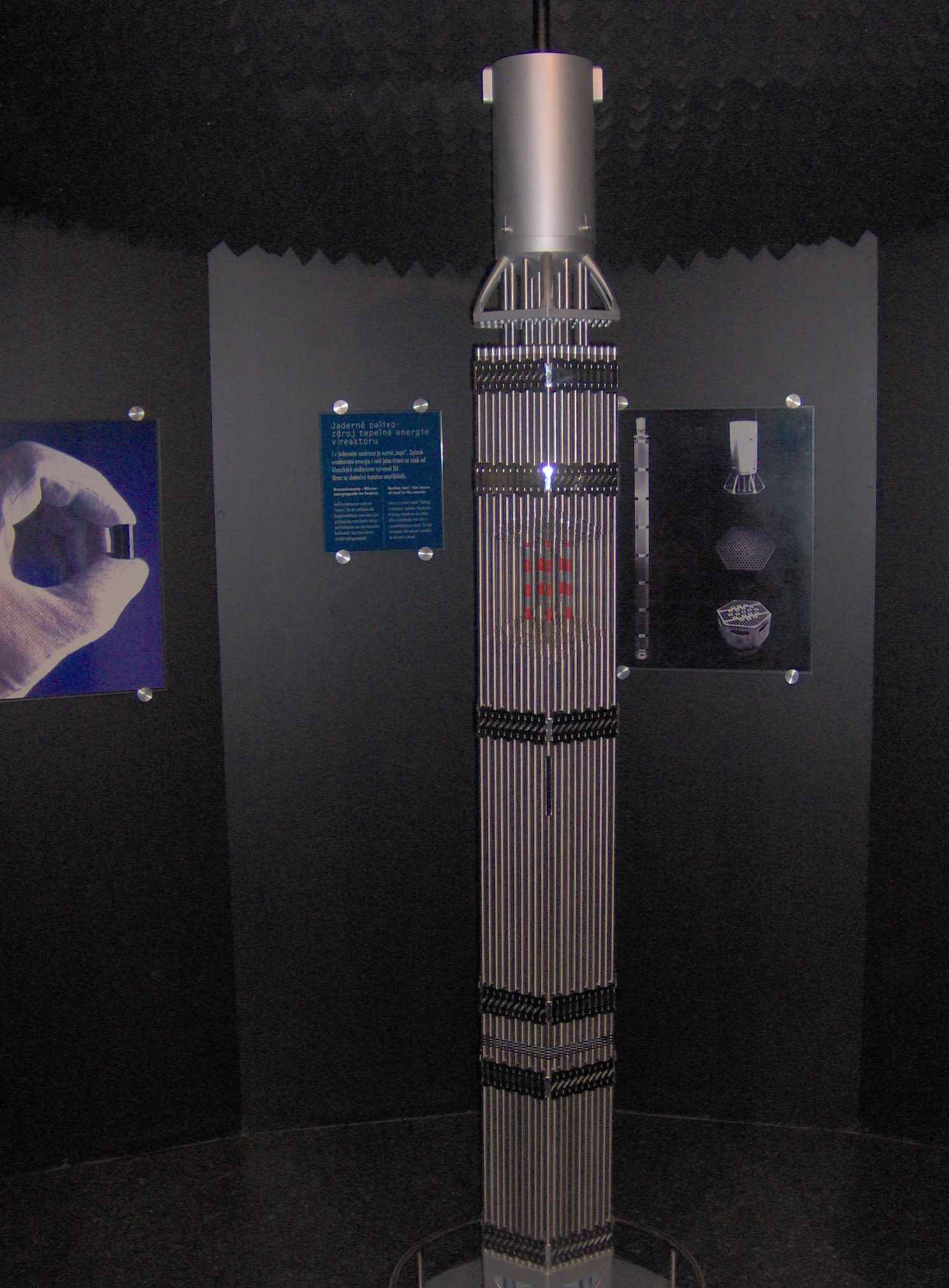
Model palivového souboru v informačním středisku

Předností použitých tlakovodních reaktorů je tzv. inherentní bezpečnost tj. bezpečnost daná fyzikálními zákony. Ta je v Temelíně zajištěna mj. tím, že schopnost vody (působí jako moderátor, tj. umožňuje, aby štěpná reakce vůbec mohla probíhat) umožňovat řetězovou reakci klesá s rostoucí teplotou. Podobnou vlastnost má i uran 238 (tvoří kolem 97 % uranu v palivu, fakticky ale jako palivo nepůsobí, není zdrojem vyráběné energie), který pohlcováním neutronů reakci brzdí. Tato jeho vlastnost vzrůstá s růstem teploty. Při přílišném vzrůstu teploty by se tak reakce sama zastavila.
Bezpečnostních systémů využívajících fyzikální zákonitosti obsahuje Temelín celou řadu, např. systém tvořený čtyřmi hydroakumulátory, které by zaplavily aktivní zónu při mimořádných situacích spojených s poklesem tlaku v primárním okruhu, sprchový systém ochranné obálky, systém zajišťující pád souboru absorpčních tyčí do aktivní zóny, což zajistí rychlé odstavení reaktoru atd.
Bezpečnost elektrárny je pod neustálou kontrolou Státního úřadu pro jadernou bezpečnost, který má na elektrárně tým komisařů. Bezpečnost elektrárny pravidelně kontrolují mezinárodní mise (WANO, OSART). Elektrárna opakovaně obhajuje titul Bezpečný podnik.[zdroj?]
V roce 2020 plánoval ČEZ do modernizace a s ní souvisejícím zvýšením bezpečnosti investovat 1,9 miliardy korun. Od začátku provozu do roku 2020 bylo do bezpečnostních a modernizačních opatření investováno již více než 20,5 miliardy korun.

### Reaktory

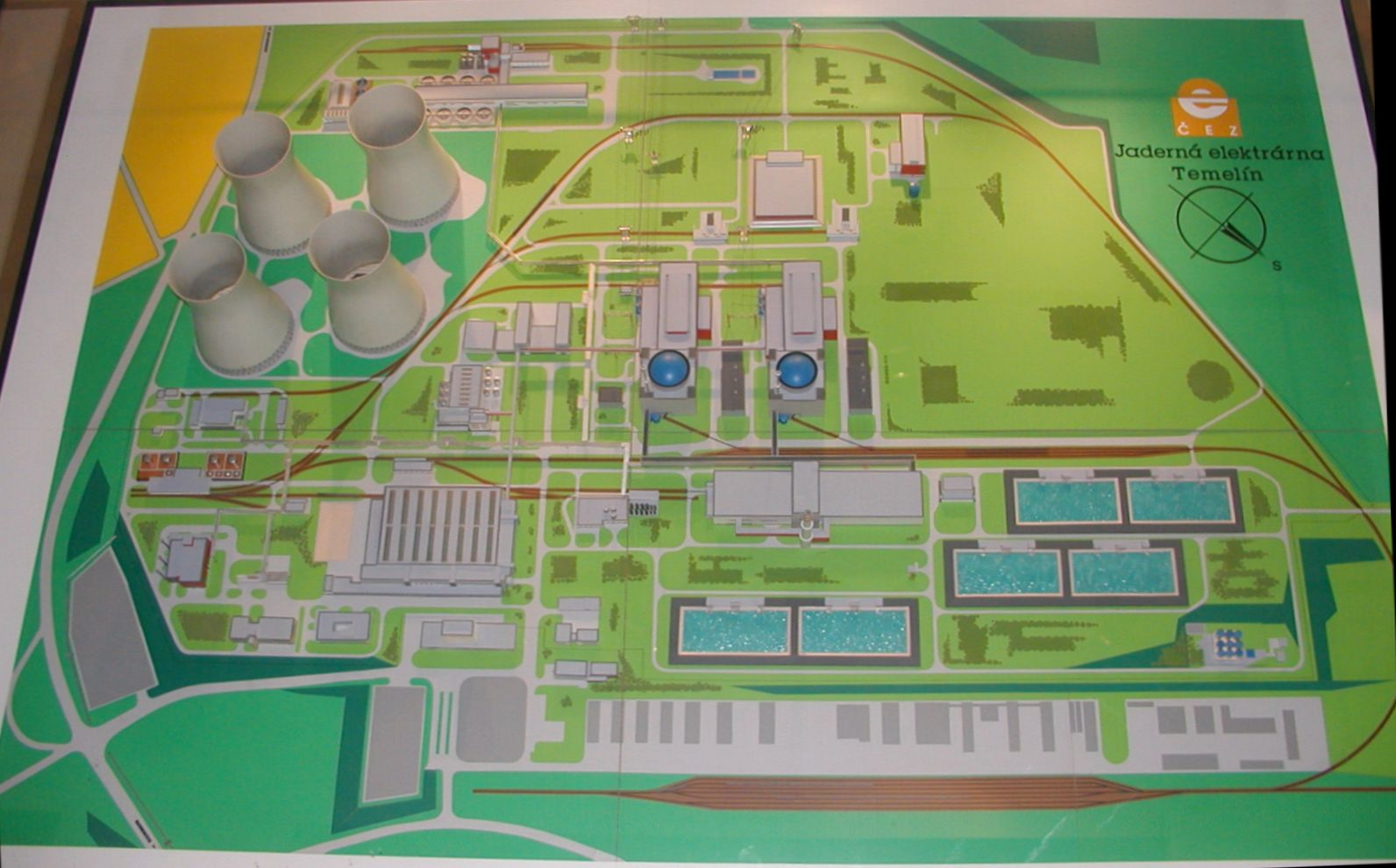
Model areálu elektrárny
Reaktory jsou v budovách s modrou kopulí. V pravé části areálu je zelená plocha, určená pro další dva bloky

#### Vlastní reaktory
Jaderná elektrárna Temelín je vybavena dvěma tlakovodními reaktory, každý o tepelném výkonu 3120 MW a elektrickém výkonu připojeného turboalternátoru 1125 MW (VVER-1000, typ V320).
Hmotnost reaktoru bez chladiva je přibližně 800 tun. Chladivo tvoří voda a slabý roztok kyseliny borité. Kyselina boritá, resp. bor 10B pomáhá dlouhodobé regulaci reaktoru. Výkon reaktoru s dobou pobytu paliva totiž mírně klesá, proto po jeho výměně je koncentrace kyseliny, která zpomaluje reakci, větší a postupně se snižuje tak, aby výkon byl konstantní.

#### Tlakové nádoby
Části vnitřní vestavby reaktoru jsou umístěny v tlakové nádobě. Tlaková nádoba je vysoká 11 m, přičemž její dno je ve výšce 16 m nad úrovní okolního terénu. Vnější průměr je 4,585 m. Stěny válcové části mají tloušťku 193 mm. Nádoba je vyrobena z vysoce kvalitní nízkolegované chrom-nikl-molybden-vanadové oceli a je navržena na tlak 17,6 MPa při teplotě 350 °C, přičemž běžný provozní tlak je 15,7 MPa při teplotách 290–320 °C.[zdroj?]

### Palivo

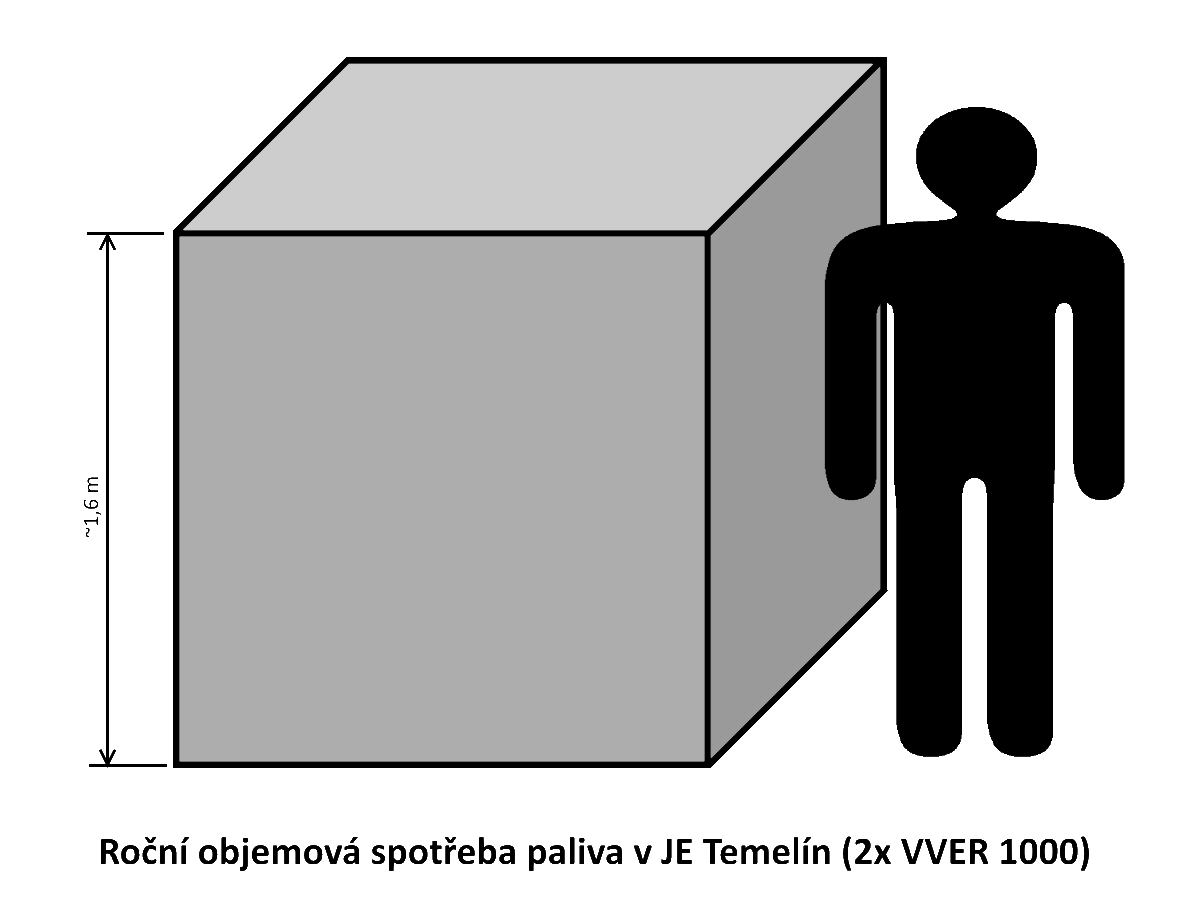
Roční objemová spotřeba paliva v JE Temelín (velikost hrany krychle přibližně 1,6 m)

Jako palivo slouží oxid uraničitý UO2 s průměrně 4,25 % obohaceného uranu 235. V reaktoru je 92 tun paliva. Aktivní zóna reaktoru je vysoká 3530 mm a má průměr 3160 mm. Je v ní v přesně stanovených pozicích umístěno 163 palivových souborů a 61 regulačních tyčí. Palivové soubory jsou uspořádány v hexagonální mříži. Každý palivový soubor sestává z 312 palivových proutků, 18 vodicích trubek a z jedné centrální měřicí trubky. Palivový cyklus je čtyřletý (jednou za rok se tedy vyměňuje čtvrtina paliva).[zdroj?]
Do roku 2010 dodávala palivo společnost Westinghouse Electric Company. Byly zde problémy s dosednutím palivových článků do spodní polohy a s netěstnostmi palivových článků, protože americká firma měla s ruskými reaktory malé zkušenosti. Potíže byly analyzovány a všechny závady odstraněny, takže poslední rok nebyla zjištěna žádná netěsnost. Na základě výběrového řízení v roce 2006 došlo ke změně dodavatele na dalších 10 let, ruský dodavatel nabídl nižší cenu a byla deklarována jeho bezproblémová spolehlivost s dodávkami. Původně byla možnost postupného přechodu, ale po dohodě ČEZ se SÚJB bylo veškeré palivo v roce 2010 vyměněno za nové palivové soubory ruské společnosti TVEL, které však také měly problémy s netěstnostmi.
Po výbuchu muničních skladů ve Vrběticích v roce 2014 byla ruská firma Rosatom vyřazena z tendru na dostavbu. Od roku 2024 bude z bezpečnostních důvodů (viz Ruská invaze na Ukrajinu v roce 2022) palivo místo ruské firmy TVEL opět dodávat firma Westinghouse společně s francouzskou firmou Framatome (stejně jako do jaderné elektrárny Dukovany). Palivové soubory budou vyráběny ve Švédsku stejnou technologií, jako pro elektrárny na Ukrajině. Dodávky jsou smluvně zajištěny na 15 let v ceně v řádu miliard korun.

### Parogenerátory a turbogenerátory
K reaktoru jsou připojeny čtyři parogenerátory, každý o výkonu 1470 tun páry za hodinu. Voda přicházející do parogenerátoru má teplotu 320 °C, v parogenerátoru pak předává teplo jiné vodě, vodě sekundárního okruhu, ze které vyrábí sytou páru určenou už pro pohon turbíny a s ní spojeného elektrického generátoru. Vyrobená sytá pára má teplotu 278,5 °C a tlak 6,3 MPa. V turbogenerátoru (skládajícím se z parní turbíny, elektrického generátoru, budiče a pomocného budiče) se pak tepelná energie páry převádí na mechanickou energii pohybu turbíny a ta následně na energii elektrickou.[zdroj?]
Parogenerátory jsou dlouhé 14,8 m, jejich vnější průměr je 4,2–4,5 m. Dodala je společnost Vítkovice, a.s.
Hlavní zařízení sekundárního okruhu se nachází ve strojovně. Nejdůležitějším zařízením je turbogenerátor 1125 MW, který se skládá z parní turbíny, elektrického generátoru, budiče a pomocného budiče.[zdroj?]
Vyrobená elektřina je pak po zvýšení napětí blokovými transformátory z 24 kV na 400 kV odváděna do rozvodny Kočín.[zdroj?]

### Dieselgenerátor
Dieselgenerátor (DG), neboli dieselgenerátorová stanice (DGS), je součástí jaderných elektráren (JE). Jedná se o konkrétní vznětový motor s alternátorem. DG vyrábí elektrickou energii primárně pro bezpečnostní systémy JE při ztrátě vlastního a vnějšího napájení. Základní princip výroby elektřiny je shodný s motorgenerátorem se spalovacím motorem.[zdroj?]

### Kontejnment
Mohutná konstrukce kontejnmentu chrání reaktor a primární okruh před vnějšími vlivy a okolí elektrárny před následky případné havárie. Má průměr 45 m, výšku 38 m a tloušťku stěn 1,2 m, konstrukce kupole je pouze o 10 cm slabší. Jeho vnitřní ocelová výstelka má tloušťku 8 mm.[zdroj?]
Uvnitř kontejnmentu je trvale udržován mírný podtlak, který znemožňuje únik menších množství radioaktivity do okolí.
Uvnitř kontejnmentu jsou rovněž umístěny bazény, kde se 10 let uskladňuje použité jaderné palivo před umístěním do skladu použitého paliva v areálu elektrárny.[zdroj?]

### Chlazení primárního okruhu

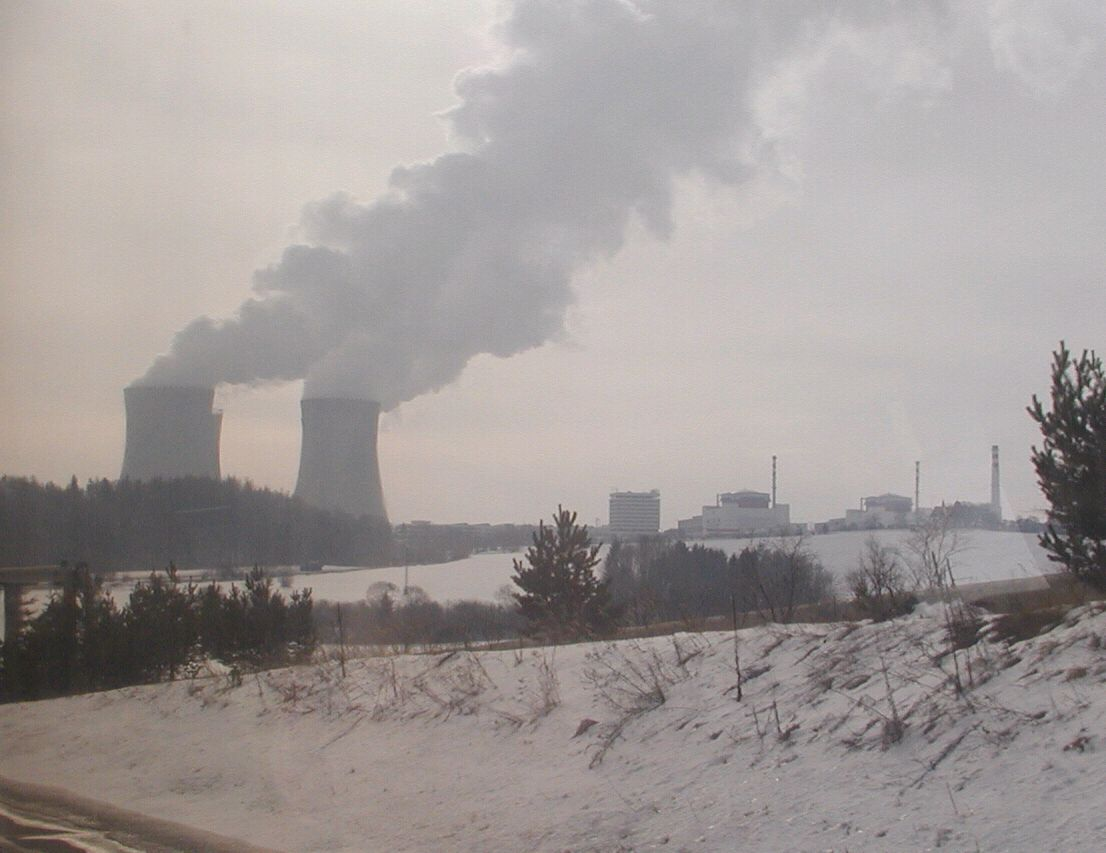
ETE v zimě, je vidět pára z chladicích věží

Celkový objem chladiva v primárním okruhu je 337 m3. Teplota chladiva na vstupu je asi 290 °C, na výstupu asi 320 °C.[zdroj?]

#### Voda pro chlazení
Voda potřebná k chlazení se odebírá z vltavské nádrže Hněvkovice a zpětně se vypouští do Vltavy v prostoru nádrže Kořensko. Soustava těchto dvou vodních děl se budovala současně s elektrárnou. Elektrárna za plného provozu spotřebovává přibližně 2–3 m3/s.[zdroj?]

#### Čerpadla
Primární okruh je chlazen čtyřmi vertikálními odstředivými čerpadly o výkonu 8 MW umístěnými na studených větvích cirkulačních smyček. Při nominálních parametrech činí průtok jedním čerpadlem 21 200 m3 za hodinu. Výška čerpadel je 11,9 m.

#### Chladicí věže
Elektrárna má 4 chladicí věže typu Iterson vysoké 154,8 m. Jejich průměr u paty je 130,7 m, povrch vnější stěny činí 44 000 m². Maximální průtok vody je 17,4 m3·s−1. Chladicí věže elektrárny tvoří dominantu celého okolí a jsou vidět ze vzdálenosti několika desítek kilometrů.[zdroj?]

#### Vliv chlazení na okolí

Pára z temelínských chladicích věží je vidět velmi daleko, zdrojem „sloupu“ páry v dálce je zřejmě ETE

Přestože je pára odcházející z chladicích věží zdaleka viditelná, její skutečný vliv na hydrometeorologické okolí je nepatrný – průměrná teplota v okruhu 5 km je vyšší jen o 0,02–0,06 °C a vlhkost vzduchu je jen o 0,006 g/m³ vyšší.[zdroj?]

#### Výroba tepla
Od roku 1998 dodává temelínská elektrárna teplo pro nedaleký Týn nad Vltavou. Přechodem na temelínské teplo zde bylo zrušeno 22 středně velkých uhelných výtopen a tři velké kotelny, město tak aktuálně patří mezi oblasti s nejčistším vzduchem v jižních Čechách. Roční dodávky tepla se pohybují kolem 180 TJ.
V roce 2012 ČEZ zažádal o územní rozhodnutí na horkovod z Temelína do Českých Budějovic. Stavba byla dokončena a předána do provozu v říjnu 2023. Výstavba horkovodu trvala čtyři a půl roku a vyšla na 1,69 miliardy korun, investorem byla společnost ČEZ. Smlouva je uzavřena na dvacet let dodávek. Díky temelínskému teplu nebude muset Teplárna České Budějovice spálit až 80 000 tun uhlí ročně a nevypustí stejný objem oxidu uhličitého. Jde o cca 26 kilometrů dlouhé předizolované potrubí o vnitřním průměru půl metru, které je uložené minimálně 1,3 metru pod zemí. Trasa horkovodu vede z větší části podél silnice II/105 (Týn nad Vltavou – České Budějovice). Stavba prochází přes více katastrálních území (Křtěnov, Březí u Týna nad Vltavou, Knín, Kočín, Olešník, Munice, Hluboká nad Vltavou, Bavorovice, České Vrbné a České Budějovice). Většina trasy horkovodu je umístěna pod zemí, díky čemuž a použitým izolačním technologiím by teplota po 26 kilometrové trase neměla klesnout o více než 3 procenta. Teplota přenášené horké vody v zimě je až 140 °C. Mezi Českými Budějovicemi a Temelínem překonává horkovod výškový rozdíl 120 metrů. Oběh vody proto podporuje 14 čerpadel ve třech čerpacích stanicích. Horkovod je projektován na transport 750 TJ tepla ročně, vytápí především českobudějovická sídliště Vltava a Máj a další odběratele napojené na sdílenou energetickou infrastrukturu. Za první rok provozu (říjen 2023 - říjen 2024) dodala JE Temelín do Českých Budějovic 663 TJ tepla.

## Kritika oponentů jaderné energie

### Kritika opírající se o vývoz elektřiny z Česka

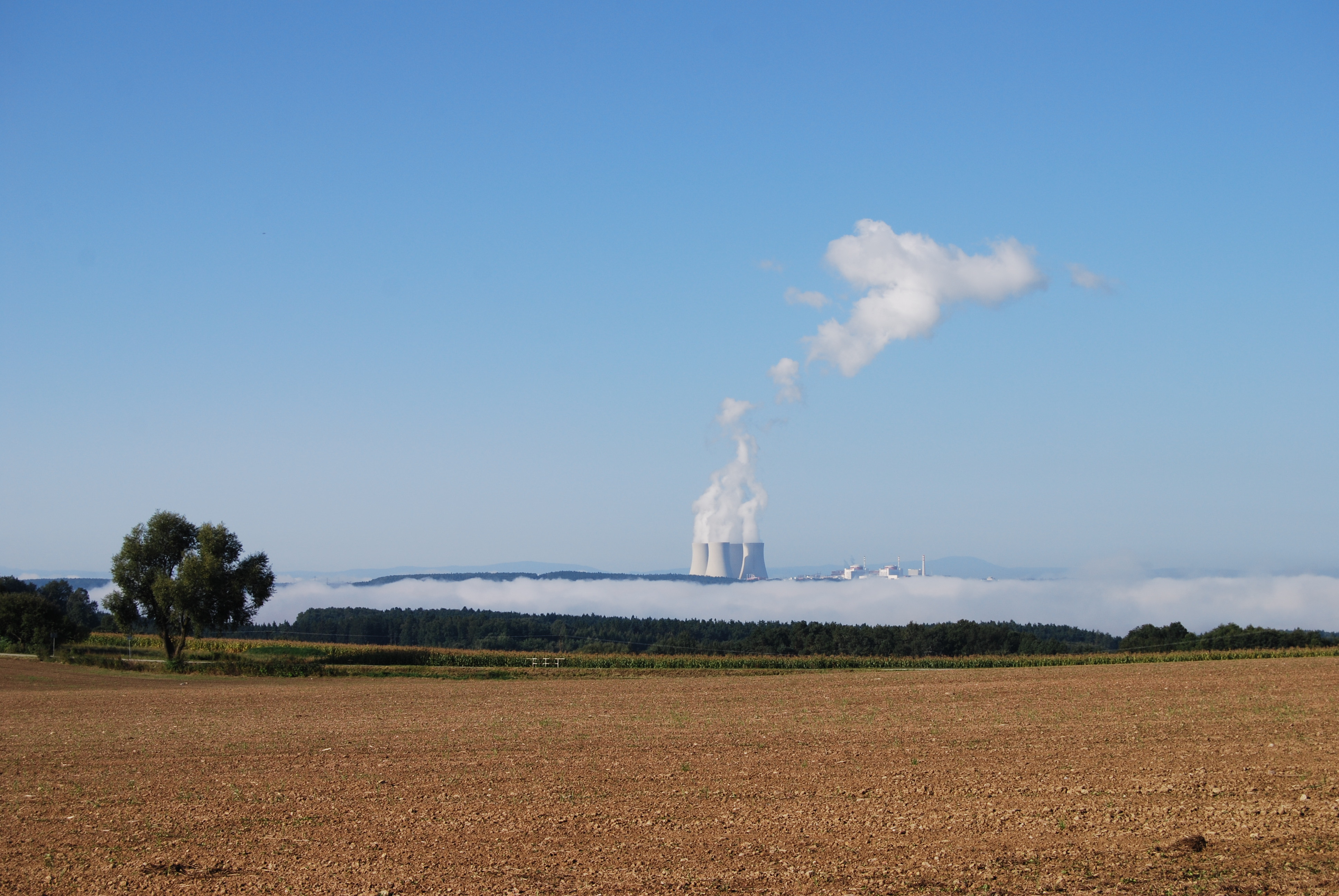
Pohled na elektrárnu z dálky s ranní mlhou

Odpůrci jaderných elektráren často poukazovali na to, že Česká republika vyváží víc elektřiny než JE Temelín vyprodukuje. Tento argument je ale minulostí. Mezi lety 2020–2025 bylo odstaveno několik stovek MW výkonu v uhelných elektrárnách a trend bude pokračovat. Česká republika je od spuštění JE Temelín dlouhodobě významným vývozcem elektrické energie. Počet exportovaných TWh se ale v posledních letech[kdy?] trvale snižuje. Objevují se i studie, podle kterých už v roce 2027 bude ČR čistým dovozcem elektrické energie.
V Česku je odpůrců jaderné energetiky, tedy těch, kteří si přejí její útlum, podle výzkumu CVVM asi 11 %.

### Záporné ceny elektřiny a jaderná energie
V určitých obdobích roku (jaro/léto) dováží Česká republika elektřinu už nyní.[kdy?] Zejména v momentech, kdy je významný sluneční svit a k tomu výrazněji fouká vítr. Výkon větrných a solárních elektráren je na maximu, na trhu je energie přebytek a ceny elektřiny jsou levné, často i záporné.
V roce 2025 se počasí už v březnu silně odrazilo na cenách elektřiny, které klesly k nule. Odběratelé tak v určitých hodinách dostávali za odběr i zaplaceno. Například v neděli 9. března 2025 se odpoledne za odebrání 1 MWh platilo 1,25 EUR. Za celý rok 2024 mohli odběratelé nakupovat za nulové nebo záporné ceny elektrickou energii 361 hodin a toto číslo se každoročně zvyšuje.
V těchto okamžicích se stává výroba elektrické energie ze všech jiných zdrojů nerentabilní, včetně zdrojů jaderných. Záporné ceny jsou novým fenoménem, vyplývajícím ze závislosti výroby elektrické energie na počasí. Tento fakt nyní užívají kritici výroby energie z jaderných (ale i jiných neobnovitelných) zdrojů. Kritika zaznívá zejména globálně, např. ze strany organizace Greenpeace.

### Kritika bezpečnosti jaderné energetiky ze strany Rakouska a Bavorska

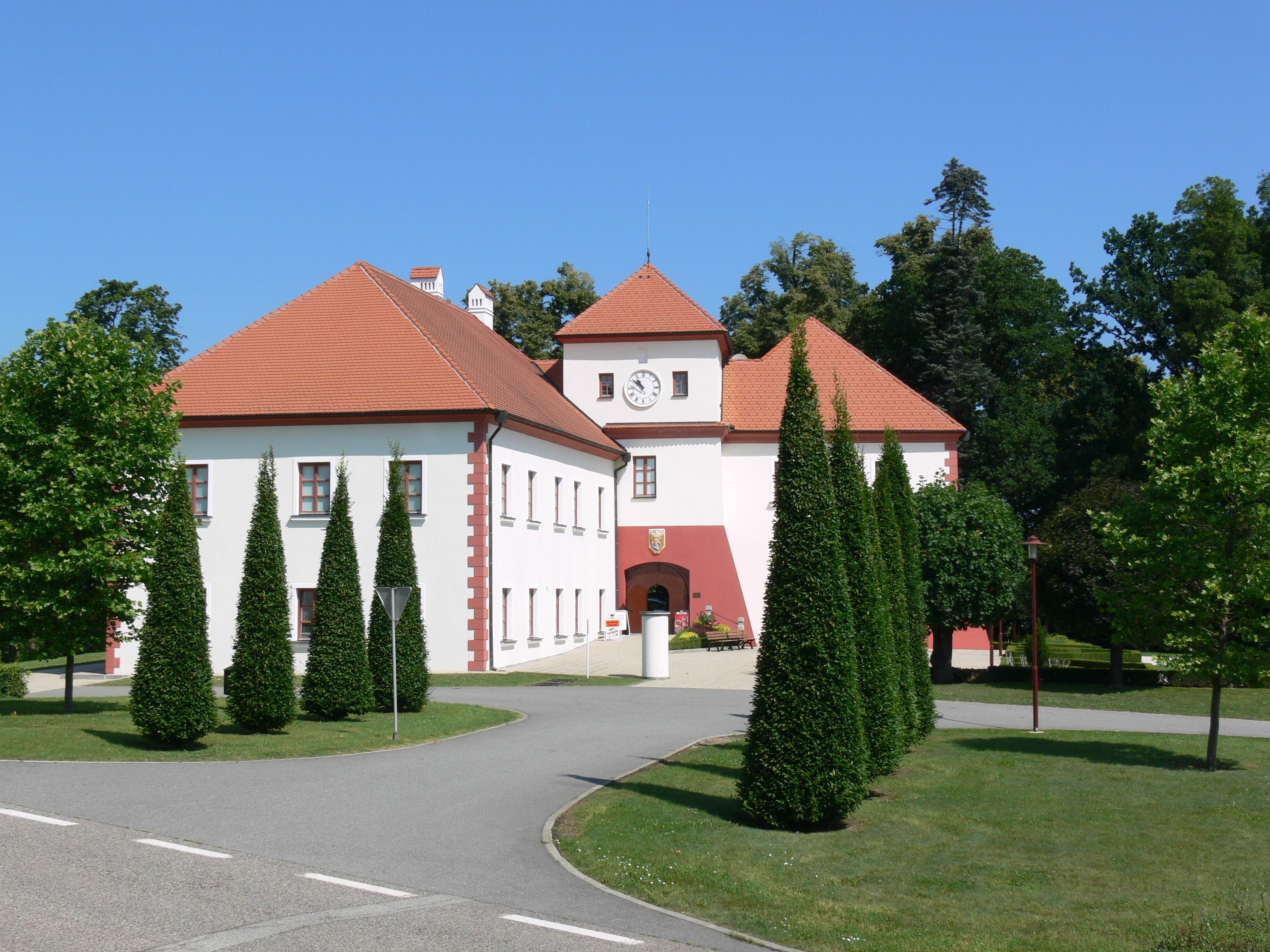
Informační středisko poblíž Temelína

Kritika zpochybňující bezpečnost JE Temelín zaznívá především ze strany Rakouska a Bavorska. U části jejích obyvatel jsou obavy z následků případné havárie.
Bezpečnost JE Temelín ale potvrdily zejména dvě desítky let provozu. Během nich jihočeská elektrárna nezaznamenala žádnou událost, kterou by mezinárodní stupnice INES hodnotila INES 2 a výše (tedy jako nehodu nebo havárii). Nad jadernou bezpečností nepřetržitě dohlíží SÚJB a bezpečnost potvrdilo několik desítek mezinárodních misí. ČEZ navíc do posilování bezpečnosti a modernizací ročně investuje v průměru přes miliardu korun.
Rakousko je historicky trvalým a největším odpůrcem jaderné energetiky, přestože Evropská komise zařadila jadernou energetiku na seznam strategických a zároveň „zelených“ zdrojů. Kvůli tomuto rozhodnutí podalo Rakousko žalobu na Evropskou komisi k Soudnímu dvoru Evropské unie. Rakousko rovněž žalovalo Maďarsko za dostavbu jaderné elektrárny Paks. Tuto žalobu Evropský soudní dvůr v roce 2022 zamítl.
Rakousko i v roce 2024 aktivně protestovalo proti rozšiřování nebo dostavbě jaderných zdrojů v Česku.
Kritika z jiných stran ale prakticky nezaznívá. K tomu přispěl i fakt, že mnoho států Evropy plánuje stavět nové jaderné bloky nebo celé elektrárny. Evropská komise zařazením jádra mezi strategické a „zelené“ zdroje mnohé kritické hlasy utlumila. O rozšíření výroby z jádra uvažuje Švédsko, Velká Británie, Polsko, Maďarsko, Nizozemsko, Bulharsko, Francie a další evropské státy.
Plán na úplné odstavení všech svých jaderných elektráren vypracovalo po havárii v JE Fukušima v roce 2011 Německo. Německo skutečně poslední tři jaderné elektrárny na svém území odstavilo v dubnu 2023. Od odstavení se stalo Německo z vývozce elektrické energie jejím dovozcem.
Bavorsko, které spuštění JE Temelín kritizovalo, nyní[kdy?] v mnohém od této kritiky odstoupilo. Navíc čím dále častěji, právě z Bavorska a některých východních spolkových zemí, zaznívají hlasy podporující znovuspuštění odstavených německých jaderných elektráren.

## Plány na výstavbu 3. a 4. bloku

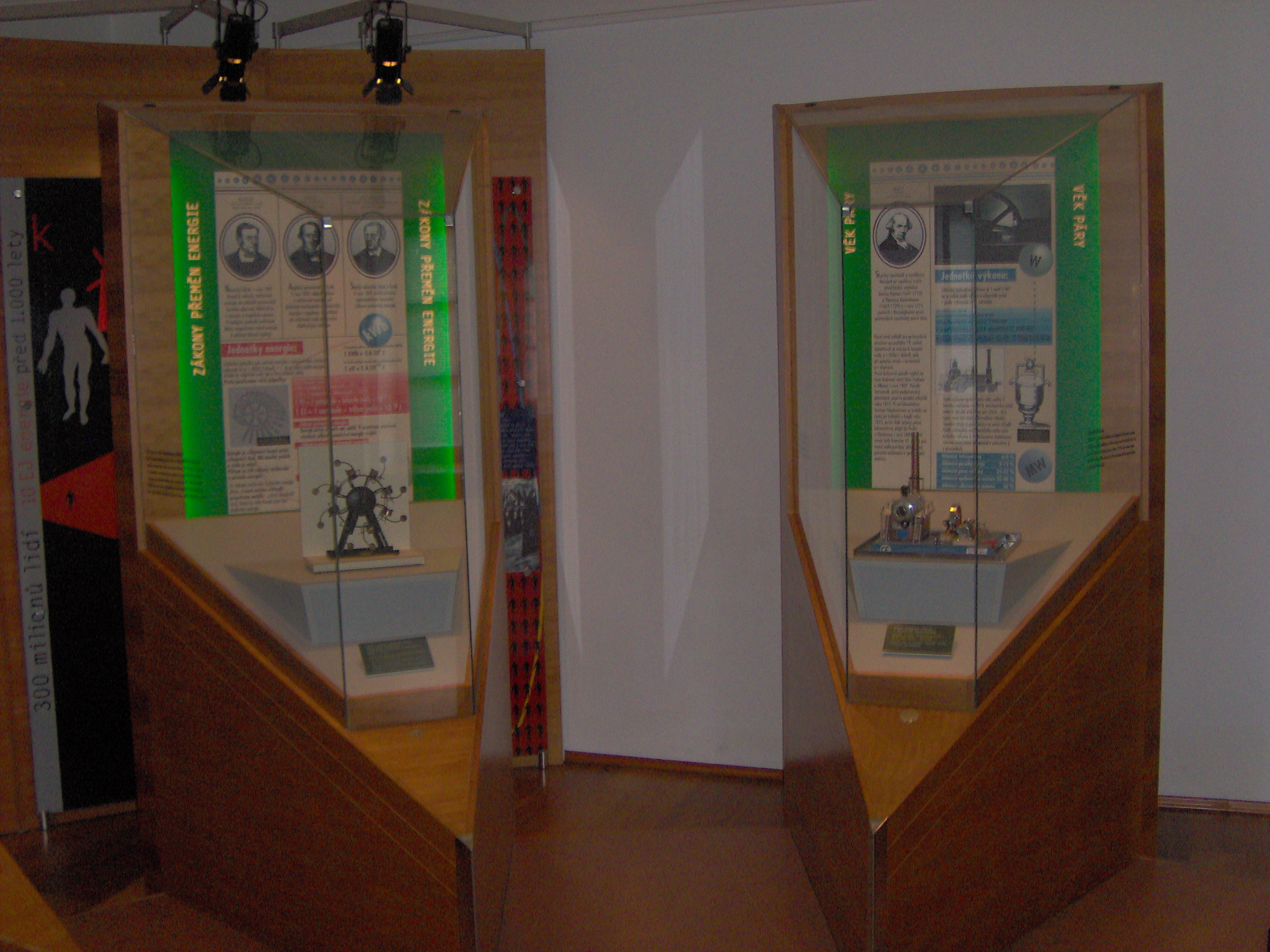
Vnitřek informačního střediska

Společnost ČEZ podala MŽP žádost o posouzení vlivu na životní prostředí 11. 7. 2008, ministerstvo ukončilo zjišťovací řízení 5. 2. 2009. Dostavba Temelína se jako velká a strategická zakázka stala cílem proruského zájmového lobbingu.
V říjnu 2011 předal ČEZ zájemcům kvalifikovaným do zadávacího řízení veřejné zakázky Dostavba Jaderné elektrárny Temelín výzvu k podání nabídek včetně zadávací dokumentace.[ve zdroji nenalezeno]
V červenci 2012 otevřel ČEZ nabídky ve veřejné zakázce na dostavbu Jaderné elektrárny Temelín za účasti jejich předkladatelů – společností Areva, konsorcia společností Westinghouse Electric Company, LLC a WESTINGHOUSE ELECTRIC ČR a konsorcia společností ŠKODA JS, Atomstrojexport a Gidropress.[ve zdroji nenalezeno]
V říjnu 2012 oznámil ČEZ společnosti Areva, že nenaplnila v nabídce zákonné požadavky na stavbu dvou bloků v lokalitě Jaderné elektrárny Temelín. Společnost Areva nesplnila ani další definovaná vylučovací kritéria. Jelikož tendr probíhá podle zákona o zadávání veřejných zakázek, její nabídka musela být z dalšího řízení vyloučena.
V roce 2013 bylo navrženo, aby výroba elektřiny fungovala na bázi garantované výkupní ceny.
Experti vlády a bezpečnostní služby ČR důrazně doporučovali, aby ze zadávacího řízení na dostavbu dvou bloků jaderné elektrárny Temelín byl vyloučen ruský Rosatom kvůli vysokým bezpečnostním rizikům vůči ČR. Přesto v březnu 2014 ministr průmyslu Karel Havlíček bez schválení vládou Bohuslava Sobotky i bez vědomí tehdejšího vládního zmocněnce pro tendr Jaroslava Míla rozhodl na poslední chvíli, že rozešle uchazečům dotazník a že Rosatom bude mezi uchazeči. Plán zdůvodnil konzultací s tajnou službou BIS. Tato změna byla v dlouhodobém zájmu prezidenta Miloše Zemana a jeho okolí. Okolnosti plánu s dotazníkem, který měl udržet Rosatom v tendru, zveřejnil Respekt a Aktuálně.cz, ale tajné služby jednání s ministrem Havlíčkem popřely. Proti plánu se postavil ministr zahraničí Tomáš Petříček a Jaroslav Míl, ale oba na svých postech rozhodnutím vlády skočili. Plán udržení Rosatomu v tendru ukončilo až zjištění tajných služeb ČR o odpovědnosti Ruska za výbuchy muničních skladů ve Vrběticích.
Po vyloučení francouzské Arevy v roce 2012 a následně Rosatomu v roce 2014 tak v tendru zbyla jediná firma – americký Westinghouse. ČEZ v dubnu 2014 tendr zrušil, oficiálně protože vláda Bohuslava Sobotky odmítla finančně podporovat rozvoj jaderné energetiky. Neoficiálně protože po anexi Krymu bylo Rusko v nevýhodné pozici a trval zájem na jeho angažování v dostavbě. Americký velvyslanec USA v Česku v reakci na zrušení tendru, kde by zakázku dostal americký Westinghouse, vyjádřil znepokojení. Na Slovensku bylo Rusko z dostavby Jaslovských Bohunic vyloučeno.
V roce 2024 rozhodla vláda Petra Fialy, že dostavba dalších dvou bloků proběhne v jaderné elektrárně Dukovany korejskou firmou KHNP a že o opci na dostavbu dvou bloků v Temelíně bude jednáno v horizontu 3 až 5 let. Dne 4. června 2025 vláda podepsala kontrakt dostavby v Dukovanech s firmou KHNP, která opci pro Temelín potvrzuje.

### Spolek pro dostavbu elektrárny
V červnu 2020 vznikl spolek Pro dostavbu JETE. Klade si za cíl podpořit urychlení rozhodnutí o dostavbě elektrárny a při výstavbě využít zejména regionální firmy. Usiluje rovněž o podporu rozvoje jaderné energetiky v České republice, případně vyvinutí vlastního velkého jaderného bloku. Předsedkyní spolku je komunální politička Ivana Kerlesová. K roku 2020 spolek sdružoval více než 50 členů.
Jedním z cílů spolku bylo urychlení dostavby horkovodu z JE Temelín do Českých Budějovic a vyčlenění části kapacit pro skleníky s plodovou zeleninou. Za tímto účelem zaslal společnosti ČEZ písemnou žádost. Horkovod byl úspěšně dostavěn a vytápění Českých Budějovic spuštěno v říjnu 2023. Spolek požádal o součinnost Ministerstvo průmyslu a obchodu, které bylo myšlence nakloněno. Motivem bylo zajistit levnější tuzemskou produkci potravin a soběstačnost v jejich produkci. Myšlenka se zrodila v souvislosti s pandemií Covid-19 a rusko-ukrajinským konfliktem. Nejsou však veřejné informace, zda s tímto požadavkem spolek uspěl, ani o další činnosti spolku.[zdroj?]

## Informace o reaktorech
| Reaktor     | Typ reaktoru  | Výkon   | Výkon   | Zahájení výstavby | Připojení k síti | Uvedení do provozu | Plánované uzavření |
| Reaktor     | Typ reaktoru  | Čistý   | Hrubý   | Zahájení výstavby | Připojení k síti | Uvedení do provozu | Plánované uzavření |
| ----------- | ------------- | ------- | ------- | ----------------- | ---------------- | ------------------ | ------------------ |
| Temelín-1   | VVER-1000/320 | 1030 MW | 1086 MW | 1. 2. 1987        | 21. 12. 2000     | 10. 6. 2002        | 2062               |
| Temelín-2   | VVER-1000/320 | 1030 MW | 1086 MW | 1. 2. 1987        | 29. 12. 2002     | 18. 4. 2003        | 2063               |
| Temelín-3   | APR-1000      |         | 1050 MW | Plánováno         | Plánováno        | Plánováno          |                    |
| Temelín-4   | APR-1000      |         | 1050 MW | Plánováno         | Plánováno        | Plánováno          |                    |
| Temelín-MMR | RR-SMR        | 470 MW  | 498 MW  |                   |                  | Po roce 2034       |                    |